# 시라쿠사
시라쿠사(이탈리아어: Siracusa, 시칠리아어: Sarausa, 라틴어: Syrācūsae; 고대 그리스어: Συράκουσαι Syrákousai[*]; 중세 그리스어:Συρακοῦσαι)는 시칠리아섬에 있는 옛 도시이자, 이탈리아 시라쿠사도의 도청 소재지이다. 시라쿠사는 풍부한 그리스 역사, 문화, 원형극장, 건축물과 더불어 저명한 수학자 및 공학자 아르키메데스의 출생지로 유명하다. 2,700년이나 된 이 도시는 지중해 세계의 주요 세력 중 하나였던 고대 시대에 중요한 역할을 했다. 시라쿠사는 시칠리아섬 남동쪽 구석, 이오니아해가 옆에 있는 시라쿠사만 바로 옆에 자리잡았다.
고대 그리스의 코린토스인과 테네아인들이 도시를 세웠고 강력한 도시국가가 되었다. 시라쿠사는 스파르타와 코린토스와 동맹을 맺었고 마그나 그라이키아 전체에 영향력을 미쳤으며, 시라쿠사는 마그나 그라이키아권 도시에서 가장 중심 도시였다. 키케로가 "모든 그리스인들의 도시 중 가장 크고 가장 아름다운 도시"라고 묘사했던, 시라쿠사는 기원전 5세기에 아테네와 규모가 동일했다. 시간이 흘러 로마 공화정과 비잔티움 제국의 영토가 되었다. 콘스탄스 2세 제위 기간에, 비잔티움 제국의 수도 (663–669) 역할을 하기도 했다. 이후에 팔레르모가 시칠리아 왕국의 수도가 되면서 시라쿠사의 중요성을 가져갔다. 그러다 마침내 시칠리아 왕국은 1860년 이탈리아 통일 때까지 나폴리 왕국과 함께 양 시칠리아 왕국을 형성하기 위해 합쳐졌다.
현대에 들어서서, 시라쿠사는 판탈리카 암석묘지와 같이 유네스코가 지정한 세계 문화 유산에 등록되어 있다. 도시 인구는 대략 125,000명 정도이다. 성서 중 사도신경 28장 12절에 파울루스가 머물렀다고 언급된다. 수호 성인은 이 지역 출생인 성 루치아이며 축일인 성녀 루치아 축일은 12월 13일에 열린다.

## 시라쿠사의 역사

### 그리스 시대

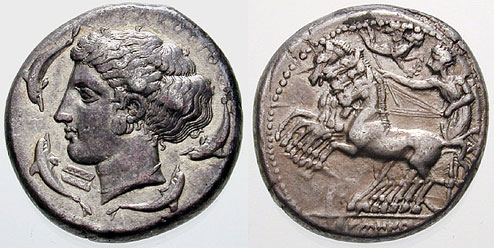
아레투사와 콰드리가를 나타내는 시라쿠사의 테트라드라크몬 (c. 415–405 BC).

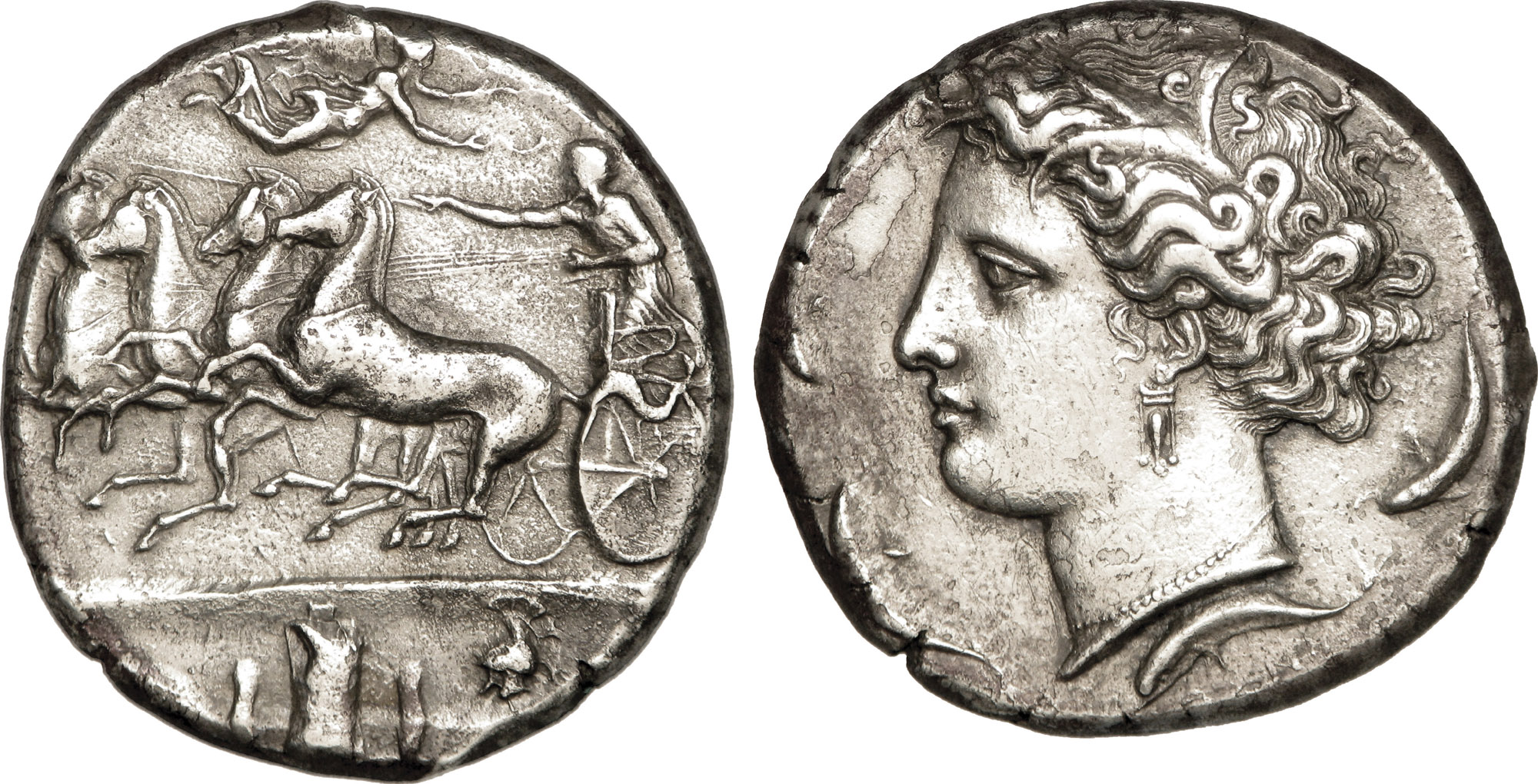
시라쿠사에서 발견된 시칠리아의 데카드라크몬과 에우아이네토스의 서명

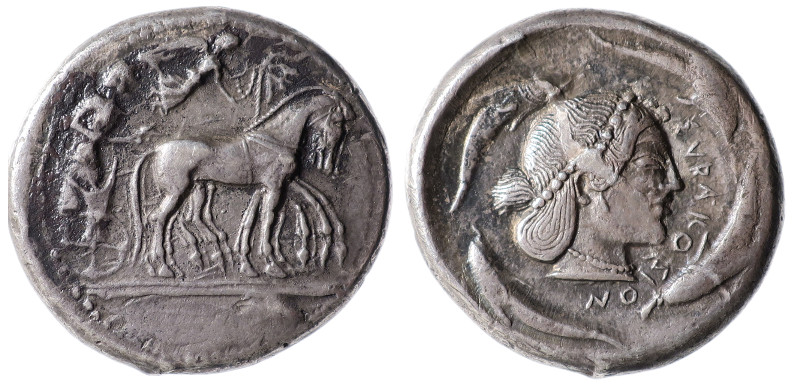
기원전 485–479년경 쯤의 시라쿠사의 테트라드라크몬, 앞면에는 아레투사가, 뒷면에는 남자 운전수가 모는 느린 속도로 달리는 콰드리가가 있다.

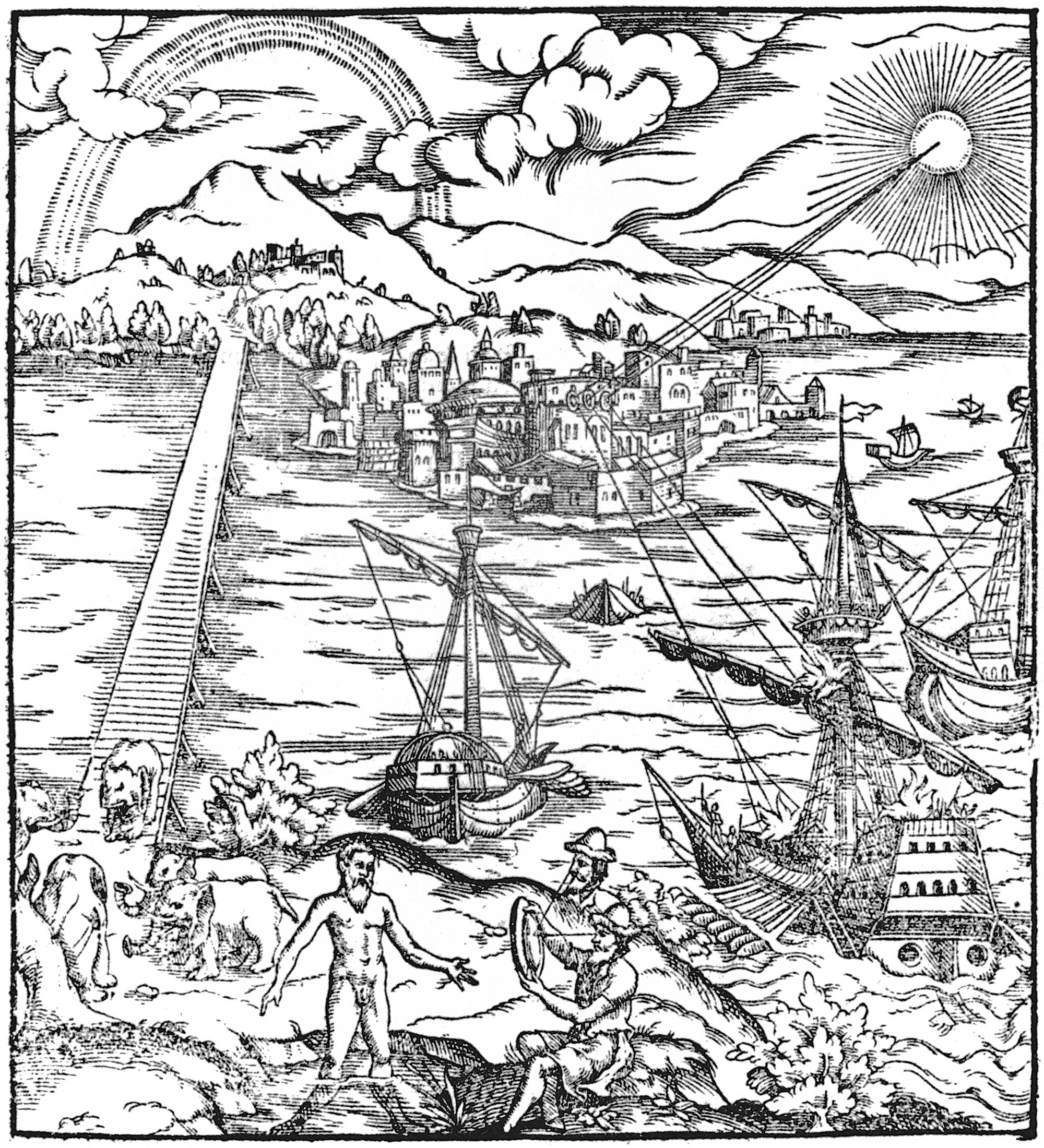
시라쿠사 공성전을 묘사한 17세기 판화.

시라쿠사와 그 주변 일대는 스텐티넬로 (Stentinello), 오니나 (Ognina), 플렘미리오 (Plemmirio), 마트렌사 (Matrensa), 코초판타노 (Cozzo Pantano) 그리고 미케네 그리스와 이미 관계를 맺었던 탑소스 (Thapsos) 등의 마을에서 나온 출토물들을 보았을 때, 고대 시대 이후로 인류가 거주해왔다.
시라쿠사는 기원전 734년이나 733년에 오이키스테스 (식민지 개척자) 아르치아스가 이끄는 코린토스와 테네아에서 온 그리스 정착자들이 세웠다. 시라쿠사 도시 명칭에는 Συράκουσαι 시라코우사이, Συράκοσαι 시라코사이 , Συρακώ 시라코 등 여러 가지 증명된 변형들이 있다. 비비우스 세퀘스테르가 인용한 시라쿠사의 명칭 기원 추정에 첫 번째로는 스테파누스 비잔티우스가 시라코라고 불린 시라쿠사의 습지 (λίμνη)가 있어서 그랬다는 것과 두 번째로는 마리키아노스의 페리에게시스에서 아르치아스가 인근 습지의 이름을 도시에 붙였고, 따라서 시라코 (그로 인한 Syrakousai 및 다른 이름)를 시라쿠사의 이름으로 갖게 되었다는 것이며, 이는 에피카르무스에 의해서도 증명된다. 시라쿠사 정착은 귀족 계층의 강인한 지도자 아르치아스가 정착자들에게 어떻게 재산을 분배할 것이고, 뿐만 아니라 정착지의 도로들을 어떻게 배치해야 하는지, 얼마나 넓어야하는지에 대한 계획들을 제시하는 등 계획된 일이었다. 이 고대 도시의 중심은 오르티기아라는 작은 섬이었다. 정착자들은 이곳이 얼마나 비옥하고 토착 민족들이 자신들에게 꽤나 호의적이라는걸 알게 되었다. 시라쿠사는 성장하고 번성하여, 일부 시기에는 지중해에 있는 그 어떤 그리스 도시들 중에 가장 강력한 도시이기도 했다. 추가적으로 식민지들이 아크라이 (기원전 664년), 카스메나이 (기원전 643년), 아크릴라이 (기원전 7세기), 헬로루스 (기원전 7세기) 카마리나 (기원전 598년)에 세워졌다.
가모로이라 불린, 최초 정착자들의 후손들은 킬리키로이라 불린 시라쿠사의 하급 계층들에게 축출당할 때까지 권력을 지녔었다. 그러나 겔라의 통치자 겔론의 도움 덕에, 기원전 485년에 가모로이들은 권력을 되찾았다. 겔론은 직접 시라쿠사의 참주가 되었으며, 겔라, 카마리나, 메가라의 많은 거주민들을 시라쿠사로 데려왔고, 티케 (Tyche)의 새로운 구역들과 도시 성벽 외각의 네아폴리스를 지었다. 그의 새 건설 계획에는 다모코포스가 설계한 신설 극장이 포함되었는데, 이 극장은 시라쿠사에 번성하는 문화를 만들어냈으며, 아이스킬로스, 메팀나의 아리오, 코린토스의 에우멜로스 같은 인물들을 끌어들였다. 강해진 시라쿠사는 시칠리아섬의 서쪽을 지배했던 카르타고인들과 충돌을 피할 수 없게 되었다. 히메라 전투에서 아그리젠토의 테론과 동맹을 맺은 겔론은 하밀카르가 이끄는 카르카고군에 결정적인 승리를 거뒀다. 아테나에게 헌정된 신전 (오늘날에는 성당의 터)이 이 승리를 기념하며 시라쿠사에 세워졌다.
시라쿠사는 이 시기에 상당한 성장을 이룬다. 기원전 5세기에 시라쿠사의 성벽은 120 헥타르 (300 ac)를 에워쌌지만, 기원전 470년대부터는 거주민들이 성벽 밖으로 건물을 짓기 시작했다. 시라쿠사 지역의 전체 인구는 기원전 415년에 대략적으로 250,000명에 이르며, 도시 자체 인구 규모는 아테네와 유사했을 것이다.
겔론의 뒤를 기원전 474년에 쿠마에에서 에트루리아와 맞서 싸웠던, 그의 형제 히에론이 이어받았다. 그의 통치는 케오스의 시모니데스, 바킬리데스 그리고 히에론의 궁전을 방문했던 핀다로스 같은 시인들의 찬송을 받았다. 트라시불로스가 민주주의 정치 체제를 도입했다(기원전 467년). 시라쿠사는 반항적인 시쿨리인과 싸우며 시칠리아에서, 코르시카섬과 엘바섬으로 진출하며, 티레니아해에서 확장을 계속했다. 기원전 5세기 후반에는 펠로폰네소스 전쟁에 쓸 더 많은 자원을 구하던 아테네와 전쟁에 돌입하기도 했다. 시라쿠사인들은 펠로폰네소스 전쟁에서 아테네의 적인 스파르타 출신의 장군의 도움을 얻어, 아테네군을 물리치고 그들의 함선을 파괴시키며 시칠리아섬에서 이들이 아사하게 내버려두었다 (시켈리아 원정 보기). 기원전 401년에, 시라쿠사는 키루스의 만병대에 300명의 호플리테스 부대와 장군 한명을 기여하였다.
그 뒤인 기원전 4세기에, 참주 대 디오니시오스 1세는 카르타고와 다시 전쟁을 했고, 겔라와 카마리나를 상실했으나, 시칠리아섬 전역의 지배권을 유지했다. 분쟁이 끝나고나서 디오니시오스는 오르티기아에 거대한 요새를 짓고 시칠리아 모든 일대에 22a km 길이의 성벽을 쌓았다. 또다른 확장기에 낙소스, 카타니아, 렌티니가 파괴되자, 시라쿠사는 다시 한번 카르타고와 전쟁에 돌입했다 (기원전 397년). 여러 전운이 오고 간 후, 카르타고군은 가까스로 시라쿠사 포위에 들어갔으나, 결국에는 역병으로 물러났다. 기원전 392년에 맺은 조약으로, 시라쿠사는 아드라논, 틴다리온, 타우로메노스 등의 도시를 세우고, 대륙에 있는 레기온을 정복하며 영토를 더욱 늘리게 되었다. 아드리아해에서 무역을 촉진시키기 위해 디오니시오스는 안코나, 아드리아 이사를 세웠다. 전쟁 이외에도 디오니시오스는 예술의 후원가로 유명하여, 플라톤이 직접 몇 차례 시라쿠사를 방문하기도 했다.
디오니시오스의 뒤를 소 디오니시오스가 이었으나, 기원전 356년에 디온에게 축출당하고 만다. 그러나 디온의 폭정은 그의 축출로 이어졌고, 디오니시오스가 기원전 347년에 권좌를 되찾았다. 디오니시오스는 기원전 344년에 시라쿠사를 시라쿠사인 장군 히케타스에게 포위당한다. 다음 해에 코린토스인 티몰레온이 디오니시오스를 몰아내고 히케타스를 패배시킨 후에 시라쿠사에 민주주의 정치 체제를 세웠다. 시칠리아섬에서 시라쿠사의 힘은 오랜 내부 갈등으로 약화되었고, 티몰레온은 크리미수스 전투 (기원전 339년)에서 카르타고군을 무찌르며, 이 문제를 해결하려 노력했다.
티몰레온이 죽고나자, 시라쿠사 세력들 간의 분쟁이 재발했고 기원전 317년에 쿠데타로 권력을 차지한 또다른 참주 아가토클레스의 등장으로 끝이 난다. 그는 카르타고와 전쟁을 돌입했다. 기원전 311년에 시라쿠사를 포위당했지만, 소규모 함대로 도시에서 탈출을 해낸다. 그는 카르타고의 아프리카 본토를 전쟁에 끌어들이며, 적들에게 막대한 피해를 입혀, 개연적 성공을 거뒀다. 시라쿠사 수비군은 자신들을 포위하던 카르타고군을 전멸시켰다. 하지만 아가토클레스가 결국엔 아프리카에서 패하고 만다. 이 전쟁은 아가토클레스가 사망한 이후 (기원전 289년) 카르타고가 시칠리아섬에 간섭하는 것을 막지 않겠다라는 강화 조약으로 끝이 났다. 카르타고군은 기원전 278년테 네 번째이자 마지막으로 시라쿠시 공성전을 벌였다. 카르타고군은 시라쿠사의 도움 요청을 받아 에페이로스의 피로스 왕이 도착하자 물러섰다. 에페이로스의 짧은 통치 기간이 지난 후, 히에론 2세가 기원전 275년에 권력을 장악했다.
히에론은 50년 간의 평화와 번역의 시기를 열었으며, 이 시기 시라쿠사는 고대시대 가장 유명한 중심들 중 한 곳이 되었다. 그는 히에로니카 법전을 간행했는데, 이 서적은 이후 로마인들이 시칠리아 행정 관리를 위해 채택되었다. 그는 또한 극장을 확장시키고 "히에론의 아라"이라는 거대하고 신설 제단을 지었다. 그의 통치기에 가장 유명한 시라쿠사인이며, 수학자이자 자연 철학자 아르키메데스가 살았다. 그의 많은 발명품들 중에는 기원전 214년에 로마의 시라쿠사 포위에 맞서 사용된 아르키메데스 갈고리를 포함한 다양한 군사 장비들이 있었다. 문학 관련 인물로는 테오크리토스 등 인물들이 있다.
히에론의 후임자인 젊은 히에로니모스 (기원넌 215년부터 제위)는 로마가 칸나에 전투에서 패하자 로마와 동맹을 파기하고 카르타고의 지원을 받아들인다. 마르쿠스 클라우디우스 마르켈루스 집정관이 이끄는 로마군은 기원전 214년에 시라쿠사를 포위했다. 시라쿠사는 3년 간을 버텼으나, 기원전 212년에 항복하고 만다. 로마군의 포위를 물리치는 시라쿠사인들의 성공들이 그들을 자만하게 했다. 기원전 212년, 로마군은 시라쿠사인들이 해마다 열리는 아르테미스 여신의 축제에 참여한다는 정보를 입수한다. 소수의 로마군 병력이 밤을 틈타 도시에 접근하여 도시 외각으로 들어가기 위해 가까스로 성벽에 올라갔고 지원병력과 함께 곧 도시를 장악한다. 이 과정에서 아르키메데스가 살해당했지만, 주요 요새는 완강히 버텼다. 교섭과 같이 8달 동안의 포위를 한 후, 모에리스쿠스 (Moeriscus)라는 이름의 이베리아인 지휘관이 아레투사 분수 인근에 있던 로마군을 들여보냈다고 전해진다. 견제 공격이 일어나는 동안에, 정해진 신호에 모에리스쿠스는 요새문을 열었다. 친로마 세력의 주택에 경호 병력을 세운 뒤, 마르켈루스는 시라쿠사 약탈을 하였다.

### 로마 제국과 비잔티움 시기

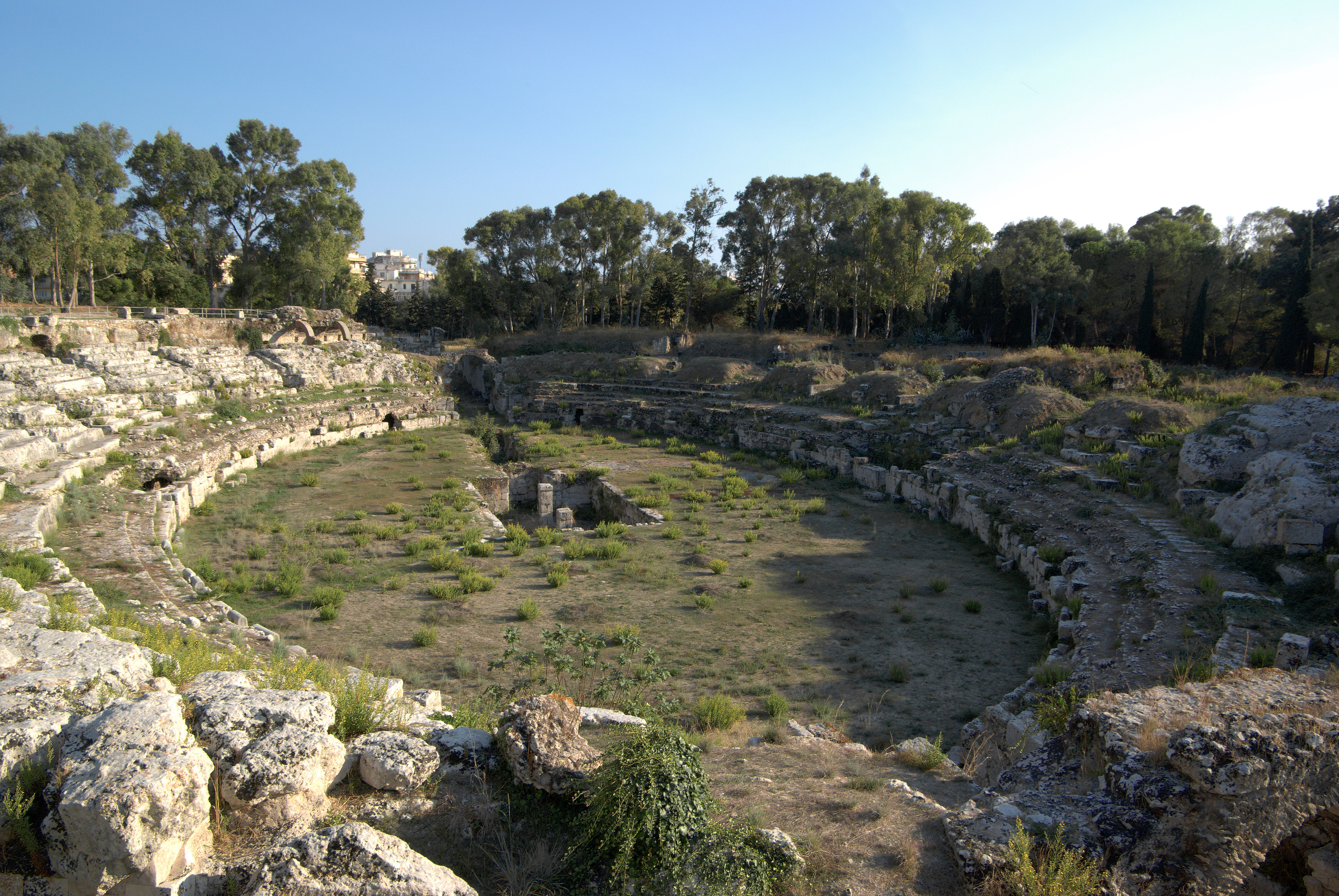
로마 원형극장

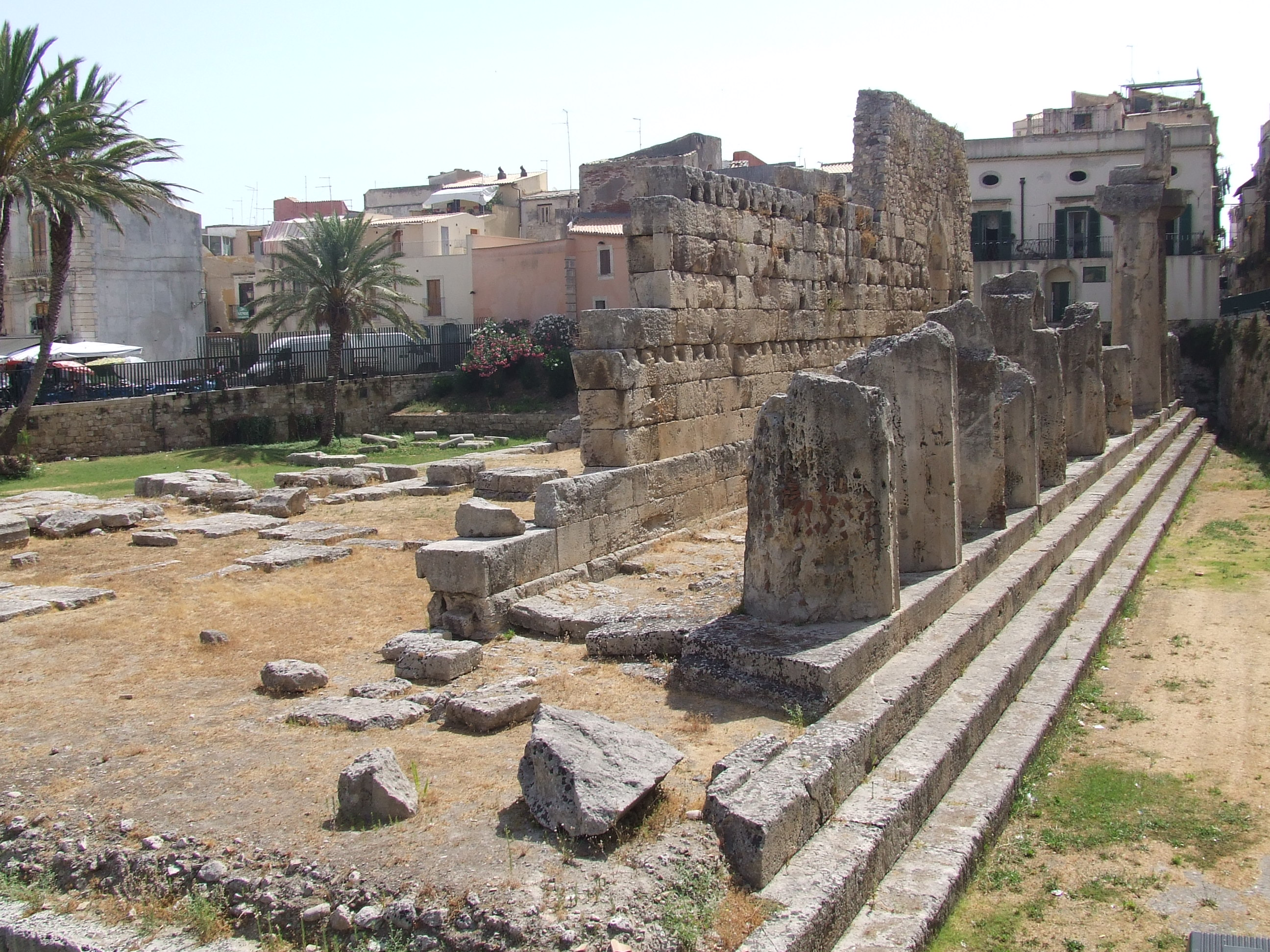
아폴론 신전

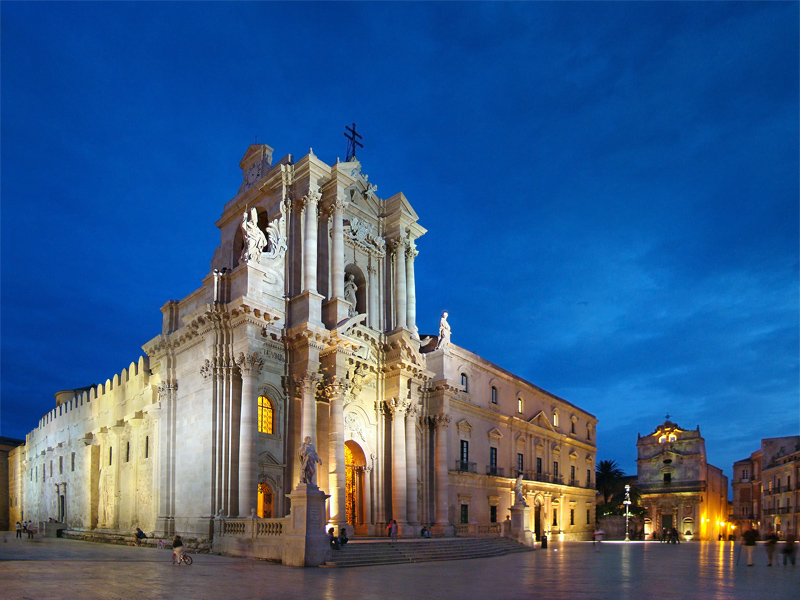
피아차 두오모

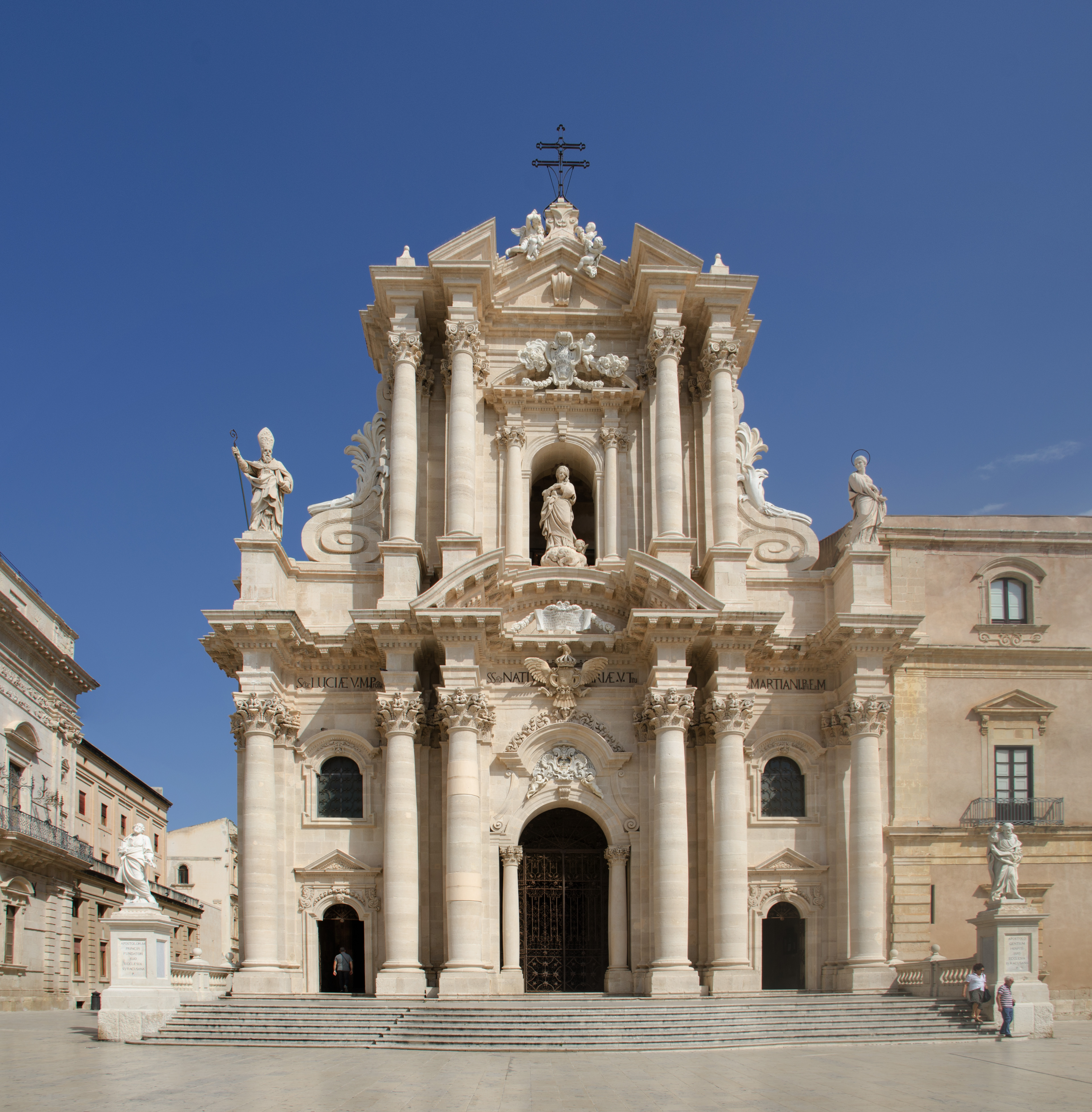
시라쿠사 대성당

수 년 간에 걸쳐 서서히 쇠퇴하고 있음에도, 시라쿠사는 로마의 시칠리아 통치 중심지이자 법무관의 근무지 지위를 유지했다. 제국의 동부와 서부 사이의 교역 중심지로 남았다. 사도 파울로스와 시라쿠사 초대 주교 및 시라쿠사를 제국의 서부 지역 개종 중심지로 만들어낸 성 마르차노의 노력 덕에 기독교가 전파되었다. 기독교 박해 시대에 방대한 카타콤들이 조성되었으며, 시라쿠사 카타콤의 규모는 로마의 카타콤 다음으로 크다.
469–477년간 반달족, 476–491년까지 오도아케르, 491–526년까지 테오도리크의 지배를 받은 후, 시라쿠사와 시칠리아섬은 535년 12월 31일부터 비잔티움 제국의 벨리사리우스에 의해 로마의 지배권으로 회복되었다. 663년부터 668년까지 콘스탄스 2세 황제의 거처였을 뿐만 아니라 로마 제국의 수도 및 모든 시칠리아 교회의 메트로폴리스였다

### 시칠리아 토후국
시라쿠사는 827–828년에 거의 1년 간을 아글라브 토후국에게 포위를 당했으나, 비잔티움의 지원 병력이 함락을 막아냈다. 878년 5월 20/21일에 벌어진 또다른 공성전에서 아글라브 토호국에게 함락되기 이전까지 점점 증가하는 이슬람교도의 시칠리아 정복에 대한 비잔티움의 저항 중심지였다. 두 세기 간 무슬림의 지배 기간 동안, 시칠리아 토후국의 수도가 시라쿠사에서 팔레르모로 옮겨졌다. 시라쿠사 대성당은 모스크로 변경되었고 오르티기아 지구는 점차 이슬람 양식으로 재건되었다. 그럼에도 시라쿠사는 중요한 무역 관계를 유지했고, 12세기에 가장 중요한 시칠리아 아랍어 시인 이븐 함디스를 포함한 몇몇 아랍어 시인들을 포함한 상대적으로 번성한 문화 예술인들이 있었다.
1038년에 비잔티움 제국의 장군 게오르기오스 마니아케스는 시라쿠사를 탈환해내고, 성녀 루치아의 성물을 콘스탄티노폴리스로 보냈다. The 오르티기아 곶에 있는 동명의 성에는 그의 이름이 붙어있지만, 이 성은 호엔슈타우펜가 지배 시기에 지어졌다. 1085년에 노르만인들은 로제르와 시라쿠사 후작으로 임명받은 그의 아들 오트빌의 주르댕이 여름 기간 오랜 포위 끝에 남아있는 아랍의 요새들 중 하나였던 시라쿠사에 입성했다. 새로운 지구들이 세워졌고, 다른 교회들과 마찬가지로 대성당도 복구되었다.

### 고중세 시대
1194년에, 신성 로마 황제 하인리히 6세는 시라쿠사를 포함한 시칠리아 왕국을 차지했다. 교역 성장의 해택을 받기도 했던, 악명높은 제독이자 해적 알라만노 다 코스타의 관할하 제노바인들의 짧은 통치기 (1205–1220) 이후, 시라쿠사내 왕의 권위를 프리드리히 2세가 재차 주장하였다. 그는 마니아케성과 주교의 궁전, 벨로모 궁전 등을 짓기 시작했다. 프리드리히의 죽음은 동요와 봉건 무질서 시기를 불러들였다. 시칠리아 지배권을 두고 앙주와 아라곤 왕조 간에 일어난 시칠리아 만종 전쟁에서, 시라쿠사는 1298년에 아라곤 편을 들고 앙주 세력을 몰아내어, 보상으로 스페인 정권으로부터 큰 특권들을 얻었다. 시라쿠사 귀족 가문들의 지위는 아벨라가, 키아라몬테가, 나바가, 몬탈토가 궁전 건설로 보여진다.

### 16–20세기
시라쿠사는 1542년과 1693년 두 차례의 파괴적인 지진, 그리고 1729년의 역병에 타격을 입었다. 17세기의 파괴는 발 디 노토 전체 뿐만 아니라 시라쿠사의 모습을 영원히 바꿔놓았고, 이후에 이 도시들은 남부 이탈리아의 대표적인 예술 표현 중 하나로 여겨지는 시칠리아 바로크의 전형적인 형식을 따라 재건되었다. 1837년 시라쿠사의 콜레라 발병은 부르봉 정권에 반대하는 폭동을 일으켰다. 이에 대한 처벌로 현도를 노토로 바꿨지만, 시라쿠사인들이 1848년 시칠리아 독림 혁명에 동참하는등, 동요는 완전히 잦아들지 않았다.
1865년 이탈리아 통일 이후, 시라쿠사는 현도 지위를 되찾았다. 1870년에 시라쿠사의 성벽을 허물고 본토와 오르티기아섬을 연결하는 다리가 세워졌다. 다음 해에 철도의 접속로가 세워졌다.

### 현대
제2차 세계대전 기간인 1943년에 연합군과 독일 양측의 폭격으로 막대한 피해를 입었다. 연합군의 시칠리아 침공의 암호명 허스키 작전이 영국군의 시칠리아섬 남동쪽 공격과 함께 1943년 7월 9-10일 사이 밤에 이뤄졌다. 작전 계획은 버나드 로 몽고메리의 제8군 휘하 부대인 영국 제5 보병 사단이 침공 첫 날에 시라쿠사를 점령하는 것이었다. 이 작전은 계획에 따라 성공적으로 이뤄졌고, 영국군은 작전 첫 번째 밤에 시라쿠사를 점령해낸다. 시라쿠사의 항구는 영국 왕립 해군의 기지로 쓰였다. 도시 서쪽에는 대략 1천명이 묻혀있는 영연방전쟁묘소가 있다. 종전후, 시라쿠사 북쪽 지구는 빠른 산업화의 과정으로 크고, 잦은 혼란스러움을 겪었다.
오늘날 시라쿠사는 약 125,000명의 거주민과 사적지 (디오니소스의 귀 같은 곳)에 관심 있는 방문객들을 의한 다양한 관광지를 지니고 있다. 역사 지구 복원 과정이 1990년대부터 진행되고 있다. 인근 주요 도시들에는 카타니아, 노토, 모디카, 라구사 등이 있다.

## 지리

### 기후
시라쿠사는 온화하고 습한 겨울과 더울 정도로 뜨겁고 매마른 여름을 지닌 지중해성 기후 (쾨펜의 기후 구분 Csa)이다. 눈은 자주 내리지 않지만 아예 오지 않는 것은 아니며, 2014년 12월을 마지막으로 시라쿠사에 폭설이 내렸다. 그럼에도 서리는 아주 드물며, 2014년 12월에 0 °C 일 때 마지막으로 한번 발생했다.
| 시라쿠사의 기후                                          | 시라쿠사의 기후 | 시라쿠사의 기후 | 시라쿠사의 기후 | 시라쿠사의 기후 | 시라쿠사의 기후 | 시라쿠사의 기후 | 시라쿠사의 기후 | 시라쿠사의 기후 | 시라쿠사의 기후 | 시라쿠사의 기후 | 시라쿠사의 기후 | 시라쿠사의 기후 | 시라쿠사의 기후 |
| 월                                                       | 1월             | 2월             | 3월             | 4월             | 5월             | 6월             | 7월             | 8월             | 9월             | 10월            | 11월            | 12월            | 연간            |
| -------------------------------------------------------- | --------------- | --------------- | --------------- | --------------- | --------------- | --------------- | --------------- | --------------- | --------------- | --------------- | --------------- | --------------- | --------------- |
| 역대 최고 기온 °C (°F)                                   | 18.6 (65.5)     | 19.6 (67.3)     | 21.6 (70.9)     | 24.4 (75.9)     | 28.9 (84.0)     | 34.0 (93.2)     | 36.5 (97.7)     | 35.8 (96.4)     | 32.7 (90.9)     | 28.7 (83.7)     | 24.1 (75.4)     | 20.0 (68.0)     | 36.5 (97.7)     |
| 일평균 최고 기온 °C (°F)                                 | 14.8 (58.6)     | 15.3 (59.5)     | 17.1 (62.8)     | 19.7 (67.5)     | 23.7 (74.7)     | 28.2 (82.8)     | 31.3 (88.3)     | 31.2 (88.2)     | 28.1 (82.6)     | 24.0 (75.2)     | 19.6 (67.3)     | 16.3 (61.3)     | 22.4 (72.3)     |
| 일일 평균 기온 °C (°F)                                   | 11.1 (52.0)     | 11.4 (52.5)     | 12.9 (55.2)     | 15.2 (59.4)     | 18.8 (65.8)     | 23.0 (73.4)     | 26.0 (78.8)     | 26.2 (79.2)     | 23.7 (74.7)     | 20.0 (68.0)     | 15.8 (60.4)     | 12.6 (54.7)     | 18.1 (64.6)     |
| 일평균 최저 기온 °C (°F)                                 | 7.3 (45.1)      | 7.5 (45.5)      | 8.7 (47.7)      | 10.7 (51.3)     | 13.9 (57.0)     | 17.8 (64.0)     | 20.7 (69.3)     | 21.2 (70.2)     | 19.2 (66.6)     | 16.0 (60.8)     | 12.1 (53.8)     | 9.0 (48.2)      | 13.7 (56.7)     |
| 역대 최저 기온 °C (°F)                                   | 3.0 (37.4)      | 3.1 (37.6)      | 4.3 (39.7)      | 6.6 (43.9)      | 9.7 (49.5)      | 13.8 (56.8)     | 17.0 (62.6)     | 17.9 (64.2)     | 15.3 (59.5)     | 11.0 (51.8)     | 7.1 (44.8)      | 0.0 (32.0)      | 0.0 (32.0)      |
| 평균 강수량 mm (인치)                                    | 75 (3.0)        | 52 (2.0)        | 44 (1.7)        | 30 (1.2)        | 16 (0.6)        | 5 (0.2)         | 3 (0.1)         | 7 (0.3)         | 44 (1.7)        | 78 (3.1)        | 94 (3.7)        | 78 (3.1)        | 526 (20.7)      |
| 평균 강수일수                                            | 9               | 7               | 6               | 4               | 3               | 1               | 1               | 1               | 4               | 7               | 8               | 9               | 60              |
| 평균 자외선 지수                                         | 2               | 3               | 5               | 7               | 8               | 9               | 10              | 9               | 7               | 5               | 3               | 2               | 6               |
| 출처: Archivio climatico Enea-Casaccia and Weather Atlas |                 |                 |                 |                 |                 |                 |                 |                 |                 |                 |                 |                 |                 |

## 인구
2016년 기준으로, 시칠리아섬 시라쿠사도의 시라쿠사에 거주하는 사람들은 122,051명이며, 이중 48.7%는 남성이고 51.3%는 여성이다. 미성년자 (18세 이하)는 16.87%의 연금 수급자에 비해 전체 인구의 18.87%를 차지했다. 이는 이탈리아 평균 18.06%(미성년자), 19.94%(연금수령자)와 비교된다. 시라쿠사 거주민 평균 나이는 이탈리아 평균 나이 42세에 비해 40세이다. 2002년과 2007년 사이 5년 동안에, 시라쿠사 인구는 0.49% 만큼 감소했지만, 이탈리아 전체 인구는 3.56% 증가했다. 감소의 원인은 교외 지역, 북부 이탈리아로 향한 인구 유출이다. 최근 시라쿠사의 출생률은 1,000명당 9.75명으로, 이탈리아 평균 출생률 9.45명과 비교된다.
2006년 기준, 시라쿠사인의 97.9%는 이탈리아인이었다. 가장 큰 이민자 집단은 유럽 국가 출신들 (특히 폴란드와 영국): 0.61%이며, 그뒤로는 북아프리카 (주로 튀니지인): 0.51%, 남아시아: 0.37%가 뒤를 이은다.

## 관광
2005년 이래로, 시라쿠사 도시 전체는 시라쿠사도에 있는 판탈리카 바위 네크로폴리스와 같이 유네스코가 선정한 세계 문화 유산에 등재되어있다. 세계 문화 유산 등재는 세계인의 공동 유산으로 뛰어난 문화적 환경적 중요성을 지닌 지역을 분류하고 지명하고 보존하는 데 목표를 하고 있다. 잠재적 후보들을 평가하는 등재 결정 위원회는 시라쿠사를 선택한 이유를 "시라쿠사에 위치한 기념물과 고고학적 유적(오르티지아의 핵심부와 도시 지역 전체에 위치해 있는 유물)은 그리스, 로마, 바로크 등 여러 문화를 아우르는 훌륭한 건축 창조물의 가장 훌륭한 예"이고 그 뒤를 이어 고대 시라쿠사는 "탁월한 보편적 의미를 가지는 사건, 사상, 문학 작품과 직접적으로 관련되어 있다."라고 설명했다.

### 그리스 시대 건축물
- 아폴론 신전 - 에마누엘레 판칼리 광장 (Piazza Emanuele Pancali)에 있으며, 비잔티움 시대 때 교회로 아랍 지배기 때는 모스크로 개조되었다.
- 아레투사 분수 - 오르티기아섬에 있으며, 전설에 따르면 알페이오스에 쫓긴 님프 아레투사가 이곳에서 쉬었다고 한다.
- 그리스 극장 - 고대 그리스인들이 지은 가장 큰 카베아가 있는 곳 중 한 곳이며, 67개의 계단이 8개의 통로를 따라 9개의 구역으로 나뉘어있다. 무대와 오케스트라 유적들만이 남아있다. (오늘날에도 여전히 쓰이는) 건물은 로마인들이 보수한 것들이며, 이들은 건물에 서커스 경기 등 그들의 다른 요소들을 도입했다. 극장 인근은 채석장들이며, 고대 시대에 죄수들을 부려 운영했다. 가장 유명한 채석장은 오레키오 디 디오니시오 ("디오니스소스의 귀")이다.
- 로마 원형극장 - 부분적으로 바위를 깎아내린 것이다. 원형극장 가운데에는 무대 장치로 쓰였을 정사각형 공간이 있다.
- 아르키메데스 무덤 - 그로티첼리 네크로폴리스 (Grotticelli Nechropolis)에 있다. 두 개의 도리스식 기둥으로 꾸며졌다.
- 올림피아 제우스 신전 - 시라쿠사 외각으로 대략 3 킬로미터 (2 마일) 거리에 있고, 기원전 6세기경에 세워졌다.

### 기독교 시대 건축물

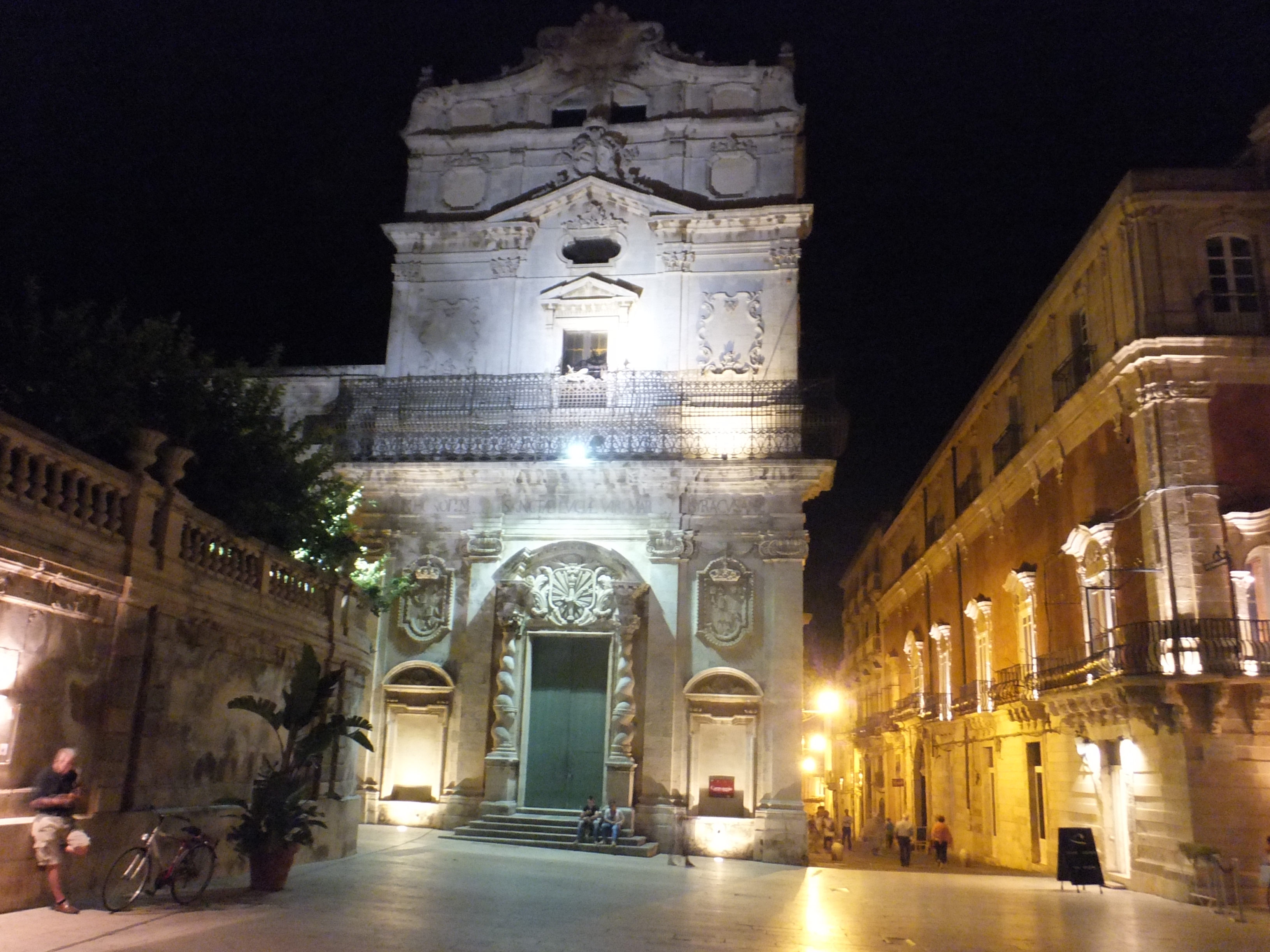
Santa Lucia Alla Badia in the Piazza Duomo

- 시라쿠사 대성당(이탈리아어: Duomo) - 7세기에 조시모 주교가 오르티기아섬에 있던 아테나 대신전 (기원전 5세기) 위에 지었다. 짧은 쪽 벽면이 기둥 6개, 긴 쪽 벽면이 기둥 14개로 이뤄진 도리스식 건축물이며, 이런 특징은 현재 교회 벽면에 일부분이 되어 볼 수 있다. 신전의 하단에는 세 개의 계단이 있다. 교회 내부는 네이브 하나와 두 개의 복도로 이루어져있다. 네이브의 천장은 애프스의 모자이크까지 노르만 시대의 것이다. 파사드는 1725–1753년 사이에 안드레아 팔마가 만든 이중으로 된 코린트 기둥, 이냐치오 마라비티 (Ignazio Marabitti)가 만든 조각상으로 보수됐다. 내부에서 가장 주목할 것들로는 대리석 바닥으로 된 세례반 (12–13세기), 피에트로 리초 (Pietro Rizzo, 1599년작)가 만든 성 루치아 은상, 루이지 반비텔리가 만든 키보륨, 안토넬로 가지니가 만든 마돈나 델라 네베 [Madonna della Neve (눈의 성모, 1512년 작)] 조각상 등이 있다.
- 산타 루치아 엑스트라 모이니아 바실리카당 - 전승에 따르면 303년에 성인이 순교한 같은 장소에 비잔틴 시대 (노르만 재건 이후)에 지어졌다고 한다. 15-16세기부터 현재의 모습이었다. 가장 오래된 부분인 문, 세 개의 반원형 애프스와 종루의 첫 번째 두 번째 양식 등은 잘 보존되었다. 교회의 지하는 성 루치아의 카타콤이다. 이 교회를 위해서, 카라바조는 성녀 루치아의 매장을 그렸고, 현재 그 그림은 산타 루치아 알라 바디아 교회당에서 소장하고 있다.
- 우리 성모의 눈물 성소 (20세기).
- 산 필리포 아포스톨로 교회당 - 아래층에 유대교 미크바 있음 (18세기).
- 산 파올로 교회당 (18세기).
- 산 크리스토포로 교회당 (14세기, 18세기 재건).
- 산타 루치아 알라 바디아 교회당 - 1693년 지진 이후에 바로크 양식으로 지어짐. 카라바조의 성녀 루치아의 매장 소장.
- 산 조반니 바티스타 교회당 (14세기).
- 산타 마리아 데이 미라콜리 교회당 (14세기).
- 스피리토 산토 교회당 (18세기).
- 예수회 교회당 - 거대한 바로크 양식 건물.
- 성 베네딕토 교회 (16세기, 1693년 이후 재건) - 카라바조파 마리오 민니티가 그린 성 베네딕토의 죽음 소장하고 있다.
- 키에사 델라 콘체치오네 (14세기, 18세기 재건) - 베네딕토회로 합병.
- 산 프란체스코 알림마콜라타 교회당 - 기둥과 파일스터 조각이 어울어진 볼록한 파사드가 있다. 11월 29일 새벽에 성모 마리아의 그림의 베일을 벗기는 스벨라타(Svelata, "부활")라는 행사가 열린다.
- 복음사가 요한 바실리카당 - 노르만인들이 지었고 1693년에 파괴됐다. 순교자 성 마르치아노의 무덤 위에 세워졌으며, 부분적으로만 복원됐고, 이후 아랍인들에게 파괴된다. 주 제단은 비잔틴 시대의 것이다. 수 천개의 무덤과 프레스코화가 있는 미로 같은 터널인 산 조반니 카타콤도 존재한다.

### 다른 주요 건축물

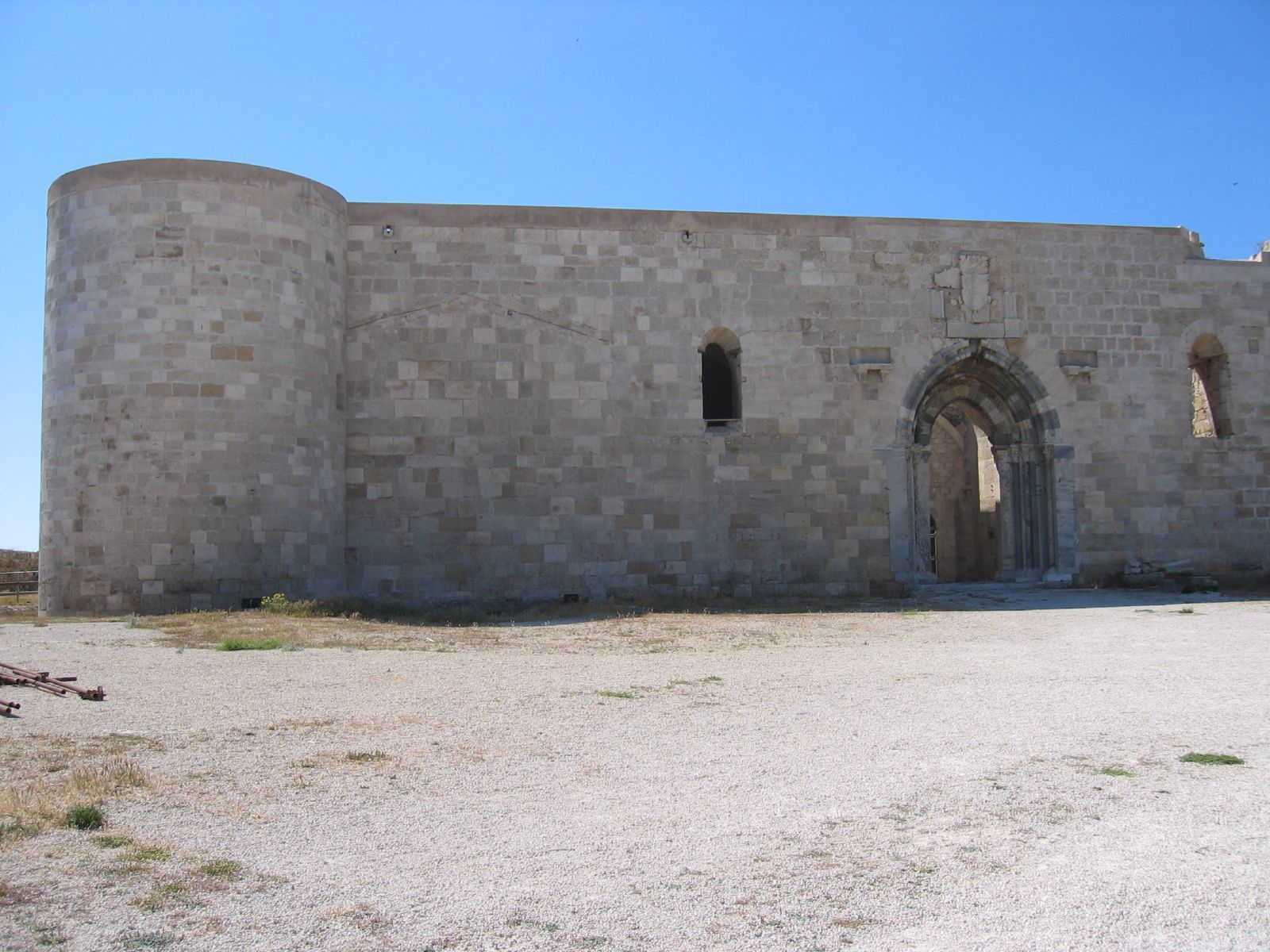
마니아케성

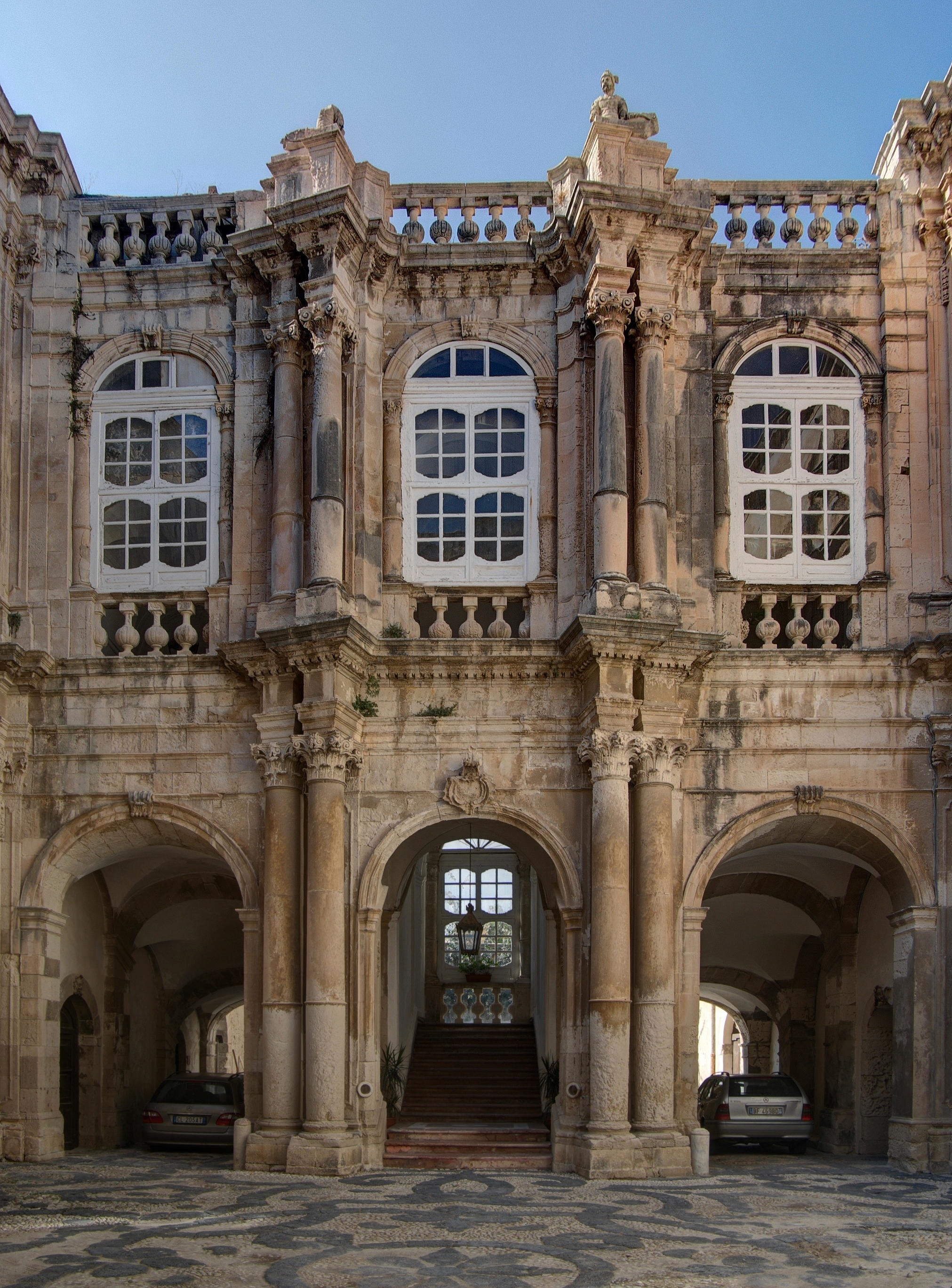
베네벤타노 델 보스코 궁전 모습

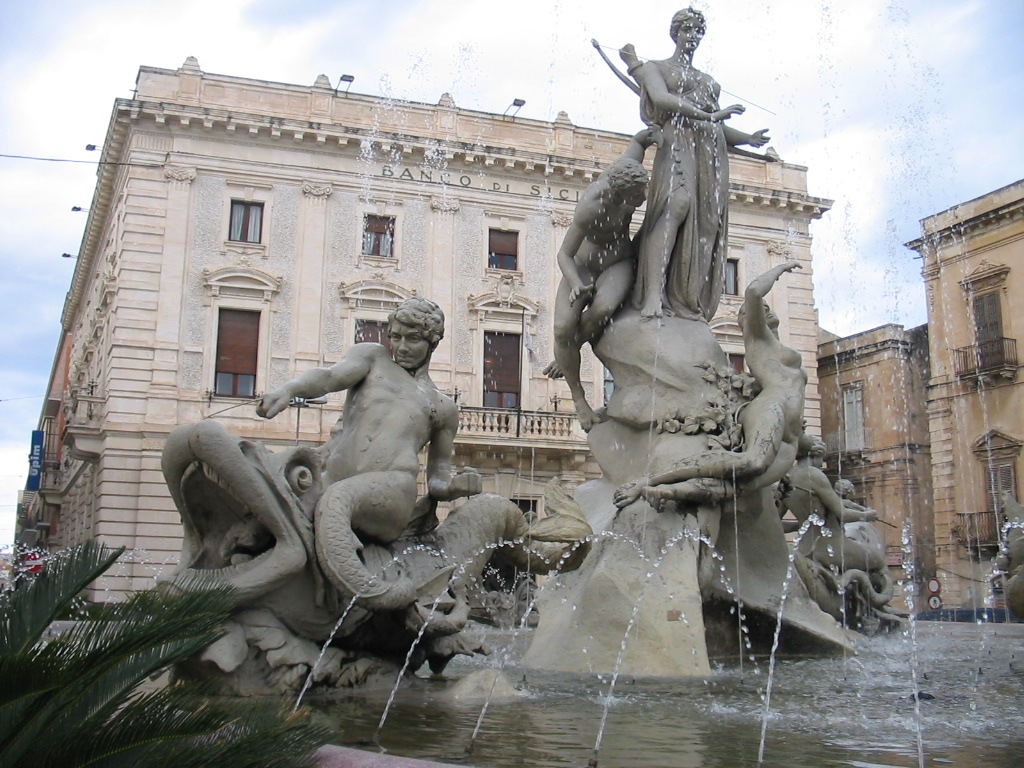
디아나 분수 모습

- 마니아케성 - 1232년과 1240년 사이에 지어졌으며, 신성 로마 황제 프리드리히 2세 시기의 군사 시설의 예이다. 정사각형 건축물로, 네 개의 각마다 원형 탑이 있다. 가장 주목할 점은 다색의 대리석으로 장식된 문이다.
- 고고학 박물관 - 청동기 중기 때부터 기원전 5세기까지 발견물들을 소장
- 란차 부케리 궁전 (16세기).
- 벨로모 궁전 (12세기) - 안토넬로 다 메시나의 성수태 고지 (1474)를 소장하고 있는 미술관이다
- 몬탈토궁 (14세기) - 14세기의 오래된 파사드를 보존하고 있다.
- 대주교 궁전 (17세기, 18세기에 보수) - 18세기 말에 지어진 알라고니아 도서관이 있다.
- 베르멕시오 궁전 - 현재는 시청으로 쓰이며, 기원전 5세기 때의 이오니아 양식 신전의 일부가 건물 일부를 이루고 있다.
- 프란시카 나바 궁전 - 건물의 일부가 16세기 본 건물에서 보존된 것들이다.
- 베네벤타노 델 보스코 궁전 - 원래는 중세 시대에 지어졌으나 1779년과 1788년 사이에 확장 공사되었다. 연회장이 있다.
- 밀리아초 궁전 (15세기) - 용암 장식으로 유명함.
- 의회 궁전
- 에우리알로스 성 - 대 디오니시오스가 시라쿠사 외각으로 9 킬로미터 (6 마일) 거리에 지었으며, 고대 시대 가장 강력한 요새 중 하나였다. 땅 아래로 파진, 세 개의 연속된 해자가 있어서, 수비측은 공격자들이 해자를 매꿀 수 있는 해자의 흙들을 퍼냈다.
- 미크베(Mikveh) - 유대교의 세례 의식 용도로 지어진 시설이며, 비잔틴 시대의 것이다. 시라쿠사의 고대 유대인 게토인 Giudecca에 있다.

### 유명 인물
- 아르키메데스 - 고대 그리스의 수학자, 물리학자 및 공학자
- 루치아 - 로마 가톨릭교회의 성인
- 교황 스테파노 3세
- 빈첸초 미라벨라 - 인본주의자 및 고고학의 선구자

## 같이 보기
- 펠로폰네소스 동맹
- 시칠리아 전쟁
- 시라쿠사 역
- 말레나 – 모니카 벨루치와 주세페 술파로 출연의 2000년 로맨틱 코미디 드라마 영화이며, 주로 시라쿠사에서 촬영했다

## 참고 서적
- Dummett, Jeremy (2015). 《Syracuse City of Legends: A Glory of Sicily》 (Paperback). London: I. B. Tauris. ISBN 978-1-78453-306-9.